# 47 metri
47 metri (47 Meters Down) è un film horror-thriller del 2017 diretto da Johannes Roberts.

## Trama
Kate e Lisa sono due sorelle molto diverse, la prima è più estroversa e intraprendente mentre Lisa ha timore nell'affrontare nuove avventure ed è proprio per questo che è stata appena lasciata dal fidanzato Stuart, che l'accusa di vivere nell'abitudine. Così, spinta da un ideale di riscatto, parte con l'avventuriera sorella per il Messico e, durante la permanenza, decidono di lanciarsi in un'esperienza estrema: si immergono, con una gabbia, nelle acque abitate dagli squali bianchi. Tramite due ragazzi conosciuti sul posto, Benjamin e Louis, si imbattono nel capitano Taylor che organizza la loro discesa.
Dopo un momento di forte esitazione, Lisa viene convinta da Kate e dai due ragazzi, che provano prima di loro, a immergersi. Tutto sembra andare per il meglio, le sorelle apprezzano gli squali, attirati dalle esche gettate dalla barca, e il panorama che hanno intorno scattando foto. Poi, per un problema tecnico, cominciano a scendere giù: il verricello si spezza e loro precipitano inesorabilmente toccando il fondo a quarantasette metri di profondità.
Kate, dopo attimi di puro terrore, tenta di ragionare su quale sia la migliore strategia da attuare; le loro bombole d'aria hanno sessanta minuti di autonomia e la troppa distanza non permette di dialogare con il capitano. Uno dei ragazzi, Javier, si immerge per attaccare il cavo alla gabbia per tirarle di nuovo su ma viene attaccato da uno squalo e ucciso.
Le ragazze riescono, dopo alcuni tentativi, ad agganciare il filo e inizia la lenta risalita (il capitano le informa che risalire senza fermarsi è molto pericoloso a causa della grande differenza di pressione) che le porta a ventinove metri ma il filo si spezza, precipitano nuovamente giù e Lisa, nella caduta, rimane con una gamba incastrata sotto la gabbia.
A corto di aria nelle bombole, Kate prova a risalire, senza alcuna protezione, per contattare il capitano che invia nuove bombole e l'avvisa che l'uso prolungato di quest'ultime può provocare una narcosi da azoto; nel tentativo di ritornare alla gabbia viene attaccata da uno squalo e si nasconde.
Lisa, rimasta sola e con l'aiuto di una fiocina, riesce ad avvicinare a sé la nuova bombola d'aria e a indossarla. Questo sforzo le procura una ferita alla mano che comincia a sanguinare. Liberata la gamba, recupera Kate ferita e riescono a risalire sulla barca dopo un altro attacco da parte di un gruppo di squali. Il finale del film fa però intendere che questa scena, in realtà, è un effetto dell'uso prolungato della bombola d'aria da parte di Lisa, l'unica realmente salvata dalla Guardia Costiera; Kate si lascia intendere sia morta.

## Personaggi
Lisa: interpretata da Mandy Moore, è una ragazza introversa e insicura. Dopo la delusione amorosa, con la sorella Kate decide di partire per il Messico per una vacanza rigenerante. Affronterà quella che si rivelerà essere una terribile esperienza inizialmente manifestando molta paura, ma sarà in grado di tirar fuori grande coraggio in momenti decisivi per la sopravvivenza.
Kate: interpretata da Claire Holt, avventuriera e spavalda, convince la sorella a immergersi con gli squali. Proverà in tutti i modi a salvare entrambe rischiando la vita più volte.
Benjamin e Louis: interpretati da Santiago Segura e Yani Gellman, sono i due ragazzi che le protagoniste incontrano in vacanza in un bar e che propongono l'immersione. Loro stessi, poco prima delle due sorelle, l'affronteranno e ne usciranno indenni.
Taylor: interpretato da Matthew Modine, è il capitano della barca e organizza le immersioni nelle acque abitate dagli squali; spaccia le sue attrezzature per sicure e non riuscirà a gestire adeguatamente le complicazioni che avverranno.
Javier: interpretato da Chris J. Johnson, è il ragazzo che tenterà di aiutare le protagoniste provando ad agganciare la gabbia; verrà ucciso da uno squalo.

## Distribuzione
La società cinematografica Dimension Films aveva inizialmente fissato come data di uscita per il Nord America il 2 agosto 2016. Tuttavia, una settimana prima, la rivista Variety ha riferito che Dimension aveva venduto i propri diritti a Entertainment Studios; questi hanno deciso che il film fosse distribuito dal 23 giugno 2017 in territorio nordamericano.
In Italia, invece, la programmazione di 47 metri è avvenuta a partire dal 25 maggio 2017. Durante la promozione a Milano, Roma e Napoli, in selezionati centri del circuito UCI, sono state installate due postazioni dotate di visori per la realtà virtuale che permettevano ai visitatori di calarsi nei panni di Kate e Lisa, le due protagoniste del film.
Il film ha avuto un ottimo successo di pubblico; a fronte di un budget limitato a 5.300.000 dollari, ha incassato a livello mondiale oltre 62.000.000 di dollari.
In Italia, nelle prime dieci settimane di programmazione, ha incassato 575.000 euro, di cui 213.000 nel primo weekend.

## Sequel
Nell'agosto 2019 è stato distribuito il sequel, 47 metri - Uncaged (47 Meters Down: Uncaged).
Il regista Johannes Roberts mantiene simile il nucleo narrativo: in Messico, quattro ragazze alla ricerca di una città Maya sommersa si imbattono in un gruppo di squali che metterà a rischio le loro vite.